# 聽出鼓的形狀

這兩塊理想鼓膜發出的聲音一樣，但其形狀不同。 所謂聲音一樣，意思是其具有相同的特徵頻率，因此敲擊發出的音色將具有相同的泛音。此例子由下文的戈登、韋伯，以及沃爾珀特給出。留意兩個多邊形具有相同的面積和周長

從鼓的音色（即其泛音列），利用數學理論，來獲取鼓膜形狀的信息，謂之聽出鼓的形狀。美國數學月刊於1966年刊登了馬克·卡克的論文〈能否聽出鼓的形狀？〉，文題由利普曼·伯斯給出。此數學問題可回溯至赫尔曼·外尔。
卡克1966年的論文使此問題廣為人知。他因為該論文於1967年獲萊斯特·福特獎，並於1968年獲肖夫內獎。
鼓膜可以振動的頻率取決於其形狀。假若已知形狀，則可用亥姆霍兹方程求出頻率。該些頻率為空間（鼓膜）上的拉普拉斯算子的特征值。問題是單由該些頻率是否能確定鼓膜的形狀。例如，沒有其他形狀的鼓膜與正方形鼓膜有相同的泛音列。卡克未能得知是否存在兩個不同的形狀，其具有相同的泛音列。結果，在1992年，戈登、韋伯，以及沃爾珀特證得頻率不能完全決定形狀，解決了原來的問題。

## 正式敍述
更正式地，鼓視為邊界鉗緊的彈性膜，數學上表示成平面上的一個區域 D. 設 λn 為其狄利克雷特徵值：即以下拉普拉斯算子的狄利克雷問題
{\displaystyle {\begin{cases}\Delta u+\lambda u=0\\u|_{\partial D}=0\end{cases}}}
的特徵值。兩個區域若具有完全相同的特徵根列，則稱其等譜，或同音（英語：homophonic）。稱為「同音」的原因是，該些狄利克雷特徵值恰好是鼓所能發出的基調：其為鉗緊邊界的波動方程的解的傅立葉系數。
於是，可以將問題轉述成：只知 λn 之值，可以推導出 D 的何種性質？又或，更具體地，是否有兩個不同形狀但等譜的區域？
也可以從數個不同方向推廣，提出同樣的問題。其一，可將平面換成高維或黎曼流形，考慮其上的拉氏算子的狄利克雷問題。其二，可將拉氏算子換成其他橢圓算子，例如柯西－黎曼算子或狄拉克算子。其三，可考慮狄利克雷條件以外的其他邊界條件，例如諾伊曼邊界條件。相關課題屬於譜幾何的研究。

## 答案

由一個連續參數給出的一族等譜的鼓

問題提出後，約翰·米爾諾很快觀察到，恩斯特·維特的一條定理足以推出存在兩個不同形狀的 16 維環面，其具有相同的特徵值。然而，原來的二維問題要待1992年才得到解決。當時，卡羅林·戈登 , 大衛·韋伯 (數學家)  和斯科特·沃爾珀特利用砂田方法（得名自砂田利一）, 在平面上構造了兩個不同形狀，但卻具有同樣特徵值的區域。該些區域為凹多邊形。其特徵值相等的證明用到拉氏算子的對稱性。彼得·布塞尔與合作者推廣了此想法，從而構造了若干類似的例子。因此，卡克原先問題的答案是否定的：對於許多形狀，不能完全聽出鼓的形狀，不過仍可推斷出若干性質。
另一方面，史提夫·澤爾迪奇證明，若將卡克的問題收窄到僅考慮邊界解析的平面凸區域，則會得到肯定的答案。仍未知道是否存在兩個非凸的解析區域具有同樣的特徵值，但已知的是，與某個給定區域等譜的所有區域組成的集合，在 C∞ 拓撲中是緊集。又例如，由鄭氏特徵值比較定理知，球面是譜剛的（英語：spectrally rigid, 即若有流形與之等譜，則其形狀亦必與之相同）。此外，利用奧斯古德（Osgood）、菲利浦斯（Phillips）和薩納克（Sarnak）的成果，可以證明固定虧格的黎曼面組成的模空間中，没有過任何點的連續等譜流，且該模空間在弗雷歇－施瓦茨拓撲（英語：Fréchet–Schwartz topology）下為緊。

## 外爾公式
外爾公式斷言，可藉 λn 的增長速度推斷鼓的面積 A。定義 N(R) 為小於 R 的特徵值的數目，則可得
{\displaystyle A=\omega _{d}^{-1}(2\pi )^{d}\lim _{R\to \infty }{\frac {N(R)}{R^{d/2}}},\,}
其中 d 是維數，{\displaystyle \omega _{d}} 是 d-維單位球的體積。外爾猜想迫近式的第二項將給出 D 的周長，即有
{\displaystyle \,N(R)=(2\pi )^{-d}\omega _{d}AR^{d/2}+{\frac {1}{4}}(2\pi )^{-d+1}\omega _{d-1}LR^{(d-1)/2}+o(R^{(d-1)/2}),\,}
其中 L 表示周長（高維情況下則為表面積）。維克托·伊夫里於1980年證明了上式對於某類邊界光滑的流形適用，其不具由兩個連續參數給出的一族測地線（例如球面則具有如此一族測地線）。

## 外爾－貝里猜想
對於邊界非光滑的情況，邁克爾·貝里於 1979 年猜想，修正值的量級應為
{\displaystyle R^{D/2},\,}
其中 D 為邊界的豪斯多夫維數。寶樂沙 (法語：J. Brossard）和卡莫納（法語：R. A. Carmona）推翻了此猜想，但提出應將豪斯多夫維數改成頂盒維數（即上計盒維數）。在平面上，邊界維數為 1 的情況已獲證（1993 年），但大多數高維情況被否證（1996 年），兩個結論都是拉皮迪和波默蘭斯的成果。

## 行內引用
1. ↑  .   [2020-10-04]. （原始内容存档于2021-05-06）.
2. ↑  Arrighetti, W.; Gerosa, G. . Series on Advances in Mathematics for Applied Sciences 69. World Scientific. 2005: 65–75. ISBN 978-981-256-368-2. arXiv:math.SP/0503748 . doi:10.1142/9789812701817_0007. |journal=被忽略 (帮助)

## 外部鏈結
- Isospectral Drums （页面存档备份，存于） （由特拉華大學的 Toby Driscoll 所寫）
- Some planar isospectral domains （页面存档备份，存于） by Peter Buser, John Horton Conway, Peter Doyle, and Klaus-Dieter Semmler
- Drums That Sound Alike by Ivars Peterson at the Mathematical Association of America web site
- 埃里克·韦斯坦因. . MathWorld.
- Benguria, Rafael D., , Hazewinkel, Michiel  (编), , Springer, 2001, ISBN 978-1-55608-010-4